# Cinéma en relief
Ne doit pas être confondu avec l'animation 3D ou l'image de synthèse
Le cinéma en relief, cinéma en 3D (trois dimensions), ou cinéma stéréoscopique, est une technique cinématographique de prise de vue et de projection.
Elle permet d'enregistrer la réalité avec ses trois dimensions, qui sont la hauteur, la largeur et la profondeur. Les dispositifs mis en œuvre sont calqués sur le principe de la vision binoculaire naturelle de l'être humain.

## Histoire

### Débuts

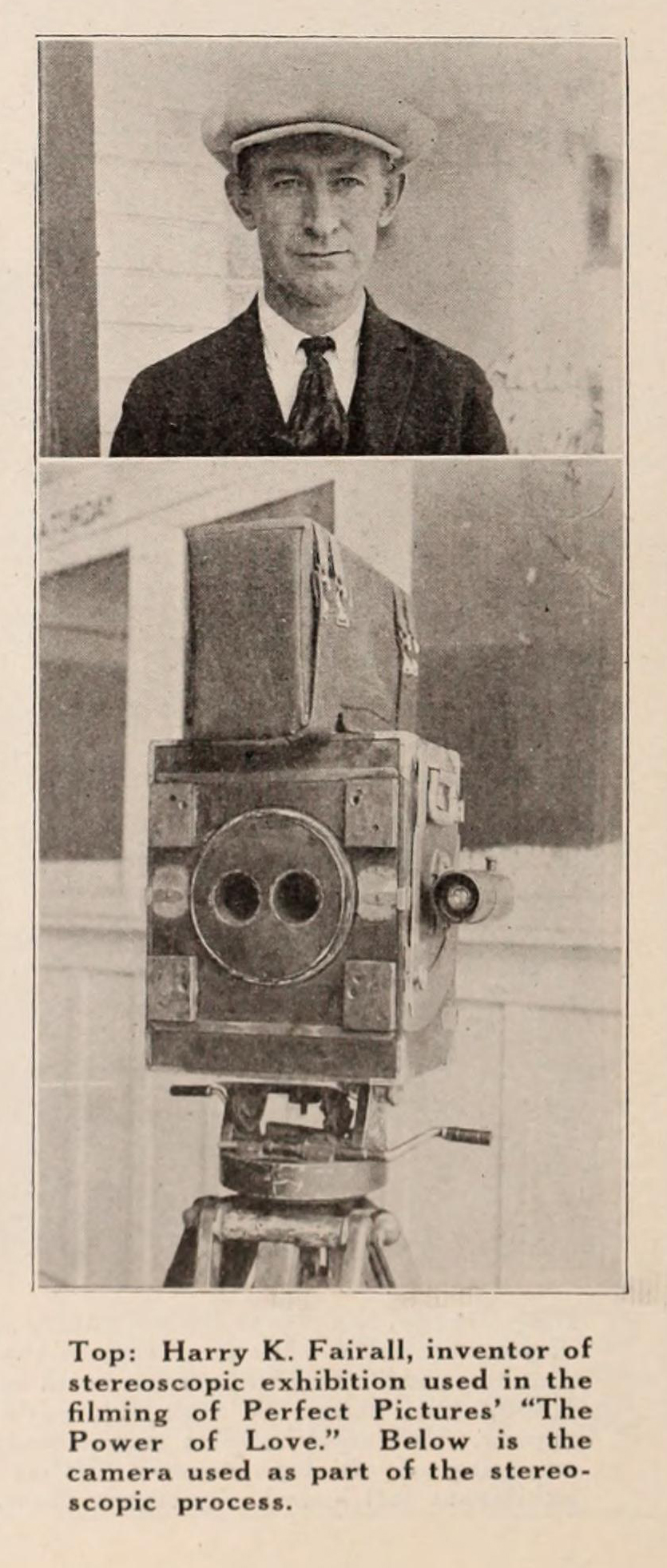
Harry Fairall et sa caméra en 1922

Dès l'invention de la photographie en 1839, des techniques de prise de vue en relief sont mises au point, et des visionneuses appelées stéréoscopes ont été créées pour les observer. En 1858, le physicien français Joseph-Charles d'Almeida invente le premier procédé de projection de diapositive en relief, les anaglyphes. Pour la sélection des images gauche et droite (couple stéréoscopique), deux couleurs complémentaires sont utilisées, le rouge et le bleu (cyan). Ce procédé à lunettes rouge et cyan est encore actuellement usité. Le cinéma connaît la même évolution, des visionneuses à deux oculaires de type kinétoscope permettent de visualiser des images fixes puis animées, en relief.
Le premier film tourné en relief aurait été réalisé par Georges Méliès au début du siècle dernier, sans que le réalisateur ne l'ait souhaité lors de la production. En 2018, l'éditeur et producteur français Serge Bromberg de la société Lobster, organise simultanément la projection en relief polarisée et en version normale, de deux versions du même film, l'une que Méliès a conservé pour la France afin de la distribuer aux salles de cinéma européennes et l'autre, qu'il a envoyé à son associé aux États-Unis, pour la distribuer aux salles de cinéma américaines. Bromberg a fait restaurer et synchroniser les deux axes de caméra. Le résultat stéréoscopique obtenu permet d'apprécier parfaitement le relief des scènes de ce film, les séquences ayant été tournées en même temps, depuis des positions très voisines
.
Le premier film en trois dimensions projeté pour un public payant date du 10 juin 1915 (New York, procédé anaglyphe). Dans les années 1920, quelques films anaglyphes sont produits dont notamment The Power of Love (film, 1922) (premier film de fiction). C'est également dans les années 1920 qu’un nouveau procédé est proposé, le teleview. Ici le couple stéréoscopique n’est plus projeté en même temps, mais de façon alternative. En 1925, Abel Gance tourne quelques scènes en stéréoscopie anaglyphe pour son Napoléon, mais ces scènes seront coupées au montage final,.
En 1935, les frères Lumière tournent un remake de leur célèbre film L'Arrivée d'un train en gare de La Ciotat en relief, procédé de leur invention à lunettes jaune et mauve. Mais c'est une autre technique qui se développe dans les années 1930. Pour la sélection des images on utilise des filtres polarisants, la projection en couleur devient possible (les anaglyphes sont plus adaptés pour le noir et blanc.). C’est durant les années 1930 que le terme « 3D » se généralise[réf. nécessaire].
Durant les années 1950, aux États-Unis, pour faire revenir dans les salles un public qui reste désormais à la maison pour regarder la télé, l'industrie du cinéma propose des films en relief (lumière polarisée). Tous les genres sont représentés comédie, drame, et science-fiction. La première mondiale d'un film totalement en relief a lieu le 26 novembre 1952 au Paramount d'Oakland (Californie) pour Bwana Devil. De 1950 à 1955, plus d'une cinquantaine de films sont produits[réf. nécessaire]. Durant cette même période, la photographie et les bandes dessinées en 3D connaissent également un engouement sans précédent[réf. nécessaire]. Le cinéma en relief connait une éclipse pendant les années 1960.
Durant les années 1970, les films en relief ne sont pas très inventifs, puisque ce sont des petites productions de genres érotiques, pornographiques ou d'épouvante, comme De la chair pour Frankenstein de Paul Morrissey et Antonio Margheriti.
Dans les années 1980, le succès surprise du western spaghetti Western (Comin' at Ya!) va lancer une véritable mode de la 3D. Il sera suivi par plusieurs productions américaines comme Parasite, Les Dents de la mer 3, Amityville 3D : Le Démon ou Meurtres en 3 dimensions . Il faut ensuite attendre les années 2000 pour que la 3D soit massivement réutilisée.

### Perspectives nouvelles d’exploitations

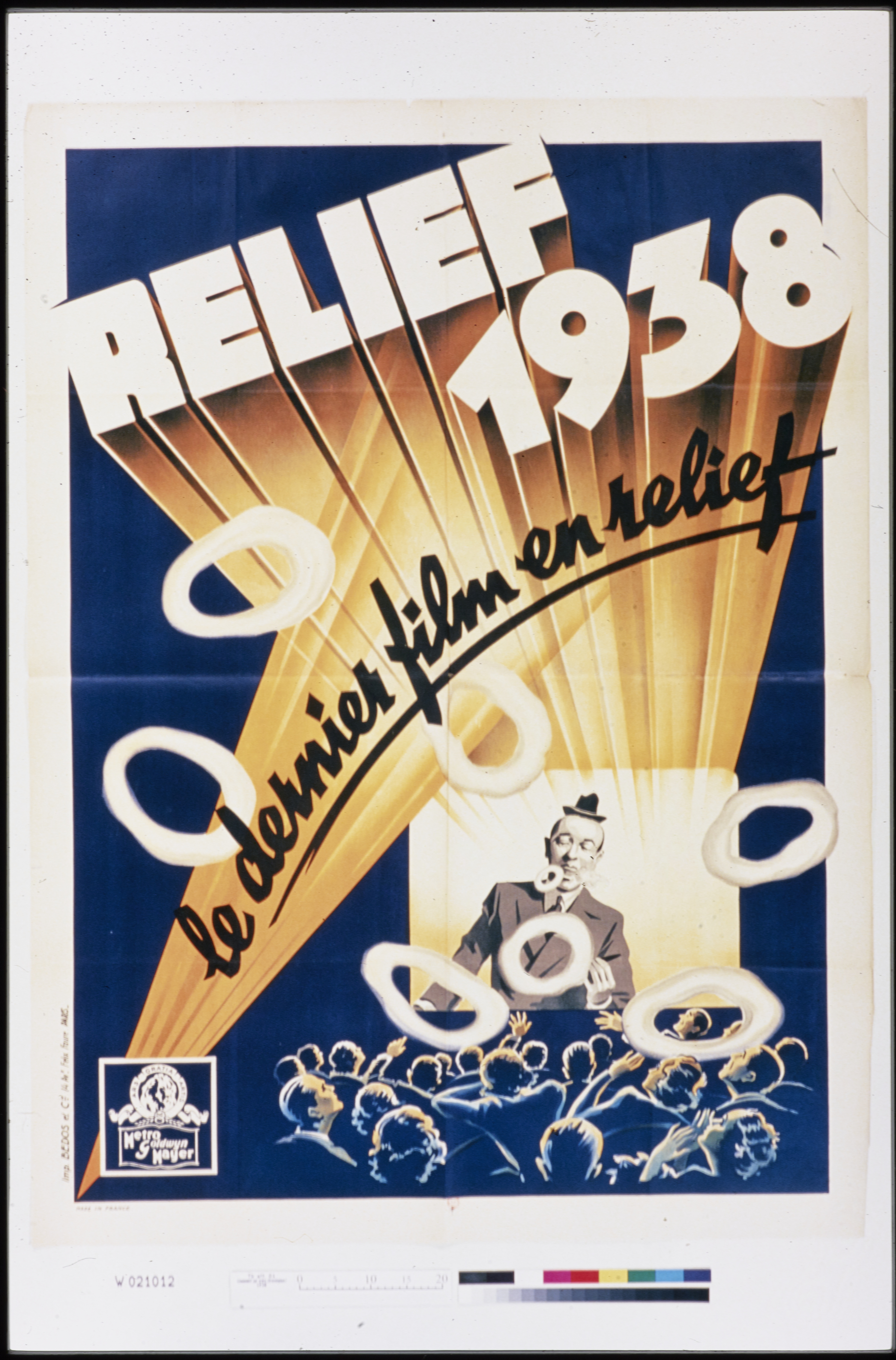
Affiche de la MGM pour le cinéma en relief (1938).

Un intérêt grandissant pour ce nouveau schéma d’exploitation se développe auprès des industriels de la filière. Les exploitants y voient l’occasion de dynamiser leur programmation et de l’autre côté, elle réengage un nouveau mode de création concernant la production. Par ailleurs, le surcoût du passage à la stéréoscopie pour une salle équipée en numérique, est modéré par rapport à la pellicule qui demandait deux projecteurs et deux copies. Ce surcoût est évalué à environ deux euros par billet et semble accepté par les spectateurs. Le relief est un argument supplémentaire pour encourager les exploitants à s'équiper de numérique.
Au-delà des problématiques purement techniques, le cinéma en relief permet de nouveaux choix créatifs. Le rapport à l’image que donne à voir le cinéma en relief rend compte de perceptions nouvelles qui obligent les créateurs à repenser leurs modes de productions, à commencer par l’écriture scénaristique. Les approches peuvent largement différer. Quand certains[Qui ?] pensent le cinéma comme moyen d’expression artistique retrouvée dans l’idée d’un cinéma « Art et essai », d’autres[Qui ?] y voient de nouvelles possibilités de divertissement susceptible de plaire à un public des salles de cinéma toujours plus grand[réf. nécessaire]. Ces techniques donnant la possibilité d’aller toujours plus loin dans le divertissement du spectateur happé par des images spectaculaires qui intègrent sensations de profondeur et effets de jaillissements. Enfin certains[Qui ?] sont partisans d'un relief volontairement « doux » voire naturaliste, qui ne heurte pas le spectateur[réf. nécessaire].
Il est désormais clair que le relief dans les salles de cinéma constitue un enjeu pour cette industrie[réf. nécessaire]. Empreint de renouveau, il s’appuie sur des procédés innovants pour relancer un élan de curiosité que le cinéma tend à perdre face à l’arrivée des homes-cinéma dans les foyers. Après plusieurs rendez-vous avortés dans le passé, les conditions d’expansion du cinéma en relief semblent être au rendez-vous, du fait de la qualité technique de l'ensemble de la chaîne de production et de diffusion et de la volonté des différents acteurs d'investir dans cette filière. Les plus actifs sont les studios d'animation, qui peuvent produire à moindre coût en 3D. Dès 2007, la société américaine Dreamworks, comme Disney, annonçait produire tous ses films en 3D à partir de 2009. Néanmoins, les réalisations demeurent très hétérogènes, entre les super productions au relief soignés, dont Avatar du réalisateur James Cameron est l'archétype, et les œuvres mineures qui ne sont pas sauvées par un relief bâclé. Le risque est dans une lassitude rapide du public, la désaffection s'expliquant par une qualité inégale du relief mais aussi par le prix des billets.

## Techniques de projection

### Relief argentique
Plusieurs techniques ont été utilisées pour la projection en relief de film sur pellicule. Deux caméras standards (monoscopique) ont été longtemps utilisées couplées côte à côte avec une distance entre les deux objectifs proche de celle de nos deux yeux (base stéréoscopique). En salle, deux projecteurs, également couplés et synchronisés envoient les deux images du couple stéréoscopique sur la même surface d’écran. La mise en œuvre de ce dispositif n’est pas facile, mais il a l’avantage d’utiliser du matériel standard et donc déjà existant. Dans les années 1950, on[Qui ?] a l’idée de positionner, en post-production, les deux images issues des deux appareils de prise de vue sur un seul et même film (système monobande). Les deux images du couple sont placées côte à côte ou l’une au-dessus de l’autre. Devant l’objectif du projecteur unique on place un instrument optique à prisme et/ou à miroir afin de superposer les deux images sur l’écran. La désynchronisation devient impossible.
Les productions des années 1980 sont tournées avec le procédé Arrivision 3D. Un bi-objectif spécial placé sur une caméra permet d’enregistrer sur la pellicule argentique les deux images du couple (l’une au-dessus de l’autre). À la projection ce même objectif superpose les deux vues à l’écran. S’il existe plusieurs méthodes pour observer des images en relief, stéréoscope, projection etc., elles doivent toutes permettre à l’œil gauche de ne voir que l’image de gauche, et pas la droite et à l’œil droit de ne voir que l’image de droite et pas la gauche. Ceci est la règle d’or de la stéréoscopie. La couleur des anaglyphes, le recours à la lumière polarisée, l’obturation alternée ont pour mission de respecter cette règle d’or. 
À noter que, dans les années 1940, des techniques de film en relief sans lunettes ont vu le jour (écran à réseau lenticulaire ou barrière de parallaxe) et des salles spéciales ont été construites[réf. nécessaire]. Enfin, dans les années 1950, François Savoye a inventé le "cyclostéréoscope", http://www.ina.fr/video/CAF97060248, https://digit.biblio.polito.it/682/1/1952_090.pdf équipement de projection qui, par un mouvement rotatif d'un grand nombre de lames, cachait successivement à l'œil gauche et à l'œil droit de chaque spectateur la vue droite puis la vue gauche, de sorte que chaque spectateur voyait le film en relief alterné. Il en a commercialisé une version familiale de petit encombrement et a exploité brièvement une salle au "luna park" de Paris en 1945-46. 

### Relief numérique

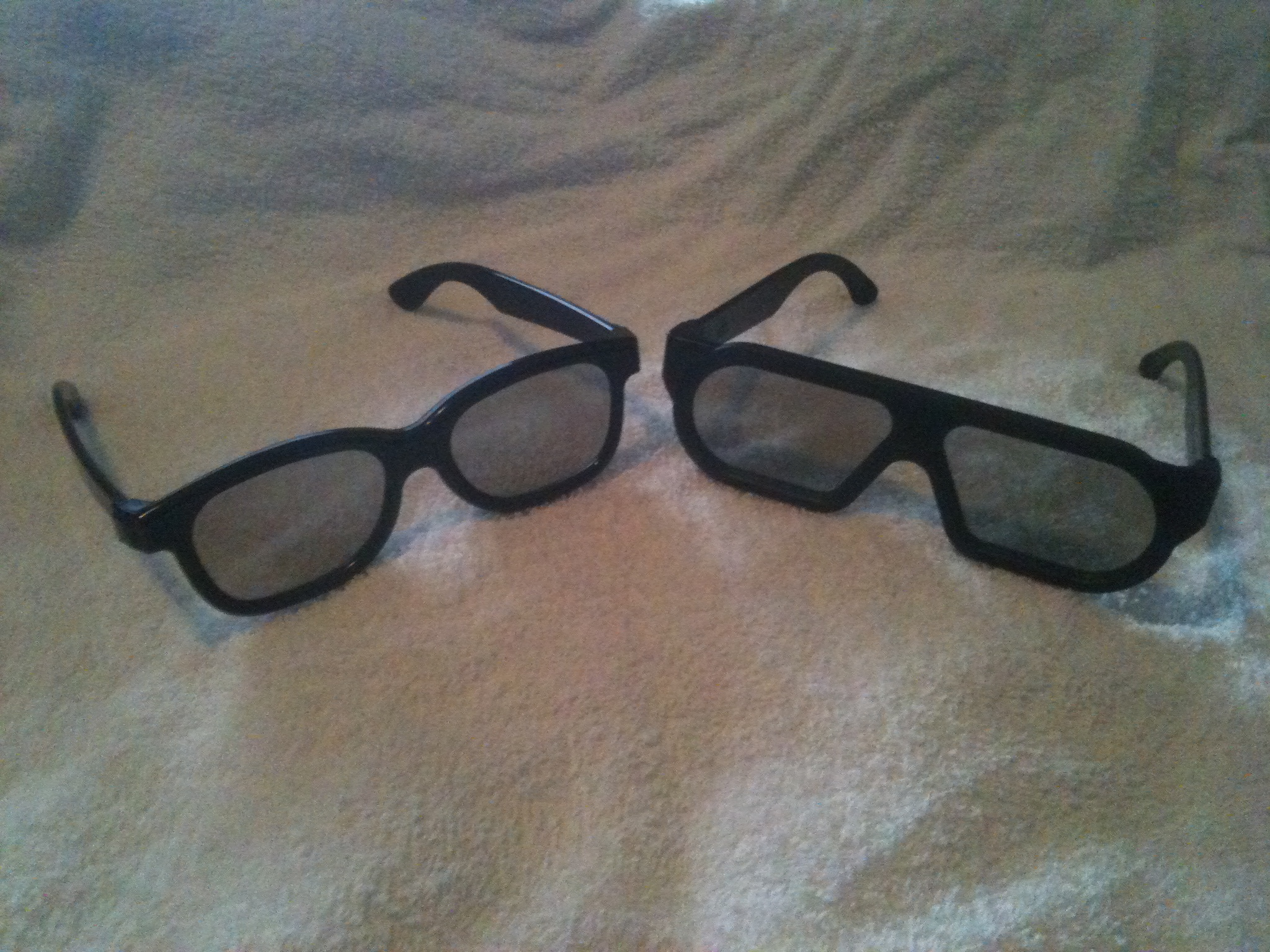
À gauche une paire de lunettes RealD 3D obtenue lors de la présentation du film Resident Evil: Afterlife, à droite une paire de lunettes MasterImage obtenue lors de la présentation du film Toy Story 3.

En attendant des procédés auto-stéréoscopiques (sans lunettes) performants, peu coûteux et faciles à mettre en œuvre[réf. souhaitée], le cinéma numérique en trois dimensions s'appuie actuellement sur deux systèmes : le tout séquentiel et la projection séquentielle et en lumière polarisée (mixte). L'enregistrement électronique d'une image ne peut se faire de façon instantanée comme sur un support photosensible. Il se fait pixel par pixel, ligne par ligne. De ce fait l'enregistrement des deux vues du couple stéréoscopique ne peut se faire simultanément, il se fait de façon alternative (séquentielle).  
- Tout séquentiel (XpanD) : Si les deux vues, gauche et droite, du couple ne sont pas enregistrées simultanément, elles ne seront pas affichées simultanément sur l'écran mais successivement, l'une après l'autre. Les lunettes sont à occultation alternée. Les verres de ces lunettes sont à cristaux liquides. Celui-ci est transparent mais sous l'action d'une impulsion électrique il devient noir, opaque (comme dans les montres à affichage numérique). Ces lunettes sont synchronisées au projecteur grâce à une liaison sans fil à infrarouge. Le cristal liquide de chaque verre devient opaque alternativement, occultant tour à tour l’œil gauche et l’œil droit selon l'image qui apparaît à l'écran. Comme ces lunettes réagissent à une action, elles sont dites « actives » en opposition avec les lunettes  passives (à filtre polarisant, et anaglyphe). Ces lunettes, à électronique embarquée, sont lourdes et chères. Un écran standard est suffisant. Perte de luminosité moins importante qu'en polarisé. Angle de vision par rapport à l'écran plus grand. Le « tout séquentiel » est principalement réservé aux parcs d'attraction où l'on peut investir dans des lunettes actives complexes (parfois ces lunettes sont de véritables casques, permettant une vision latérale accrue, bien utile avec les écrans hémisphériques qui enveloppent le spectateur). Le principal inconvénient des systèmes à alternance est la "parallaxe temporelle", qui fait qu'en cas de mouvement latéral, même pas très rapide, l'objet en mouvement est vu à une distance incorrecte, entraînant même parfois une grande difficulté à voir en relief.
- Projection mixte, séquentielle et polarisée (RealD) : Ce procédé repose toujours sur une prise de vue et une projection séquentielle, mais ici cette particularité n'est pas exploitée. La grande vitesse de l'alternance et la persistance rétinienne donnent l'illusion que les deux vues du couple sont projetées simultanément, c'est-à-dire que sans lunettes, on voit en permanence deux images à l'écran. Partant de là, le film peut être visionné selon le principe de la lumière polarisée. Dans ce cas, un filtre polarisant électronique est nécessaire à la sortie du projecteur numérique. Alternativement, ce filtre change de sens de polarisation suivant l'image qui sort du projecteur. Côté spectateur, de simples lunettes polarisantes passives sont nécessaires. Les productions actuellement visibles dans les salles obscures exploitent cette mixité. Avatar et consort utilisent ce principe. Cette projection nécessite un écran métallisé entraînant une perte de luminosité qui s'ajoute avec la perte due aux filtres des projecteurs et aux filtres des lunettes. Angle de vision assez restreints par rapport à l'écran. Les lunettes sont passives, légères et peu coûteuses (polarisation circulaire). Il est à noter que tout film peut donc facilement être exploité soit selon le principe du « tout séquentiel » ou celui de la projection mixte. On peut même envisager une projection anaglyphe à partir d'un film séquentiel. Un filtre électronique est installé devant l'objectif du projecteur. Quand l'image gauche sort du projecteur, le filtre devient bleu et quand l'image droite sort, le filtre devient rouge et ainsi de suite.
- Une troisième technique de projection est parfois utilisée, c'est le procédé à filtres interférentiels ou Dolby 3D[16] qui reprend le procédé Infitec : on utilise des longueurs d'onde particulières de rouge, vert et bleu pour l'œil droit et des longueurs d'onde différentes de rouge, vert et bleu pour l'œil gauche. Une roue équipée de filtres interférentiels (correspondant aux 3 couleurs primaires pour chaque œil) tourne rapidement devant le projecteur. Des lunettes équipées de filtres interférentiels sont portées par les spectateurs, ne laissant passer pour chaque œil que les longueurs d'onde qui lui sont destinées.

D'autres procédés de cinéma en relief reprennent ou améliorent l'une des trois techniques précédentes. Les 3D MasterImage et Sony 3D reprennent le système à polarisation de RealD, en l'améliorant soit avec un filtre polarisant rotatif (3D MasterImage), soit une double optique de projection avec des puces numériques de taille double (Sony 3D). Un pionnier de la projection relief au cinéma, dépositaire de nombreux brevets est Imax. Indépendamment de la technique d'enregistrement et de reproduction des images, propre à l'IMAX, l'IMAX 3D utilise deux techniques 3D suivant les salles, soit les lunettes à cristaux liquides (le tout séquentiel), soit le système à polarisation (projection mixte) (IMAX du Gaumont Disney-Village, à Marne-la-Vallée, et IMAX du Pathé Quai d'Ivry). Les lunettes sont plus grandes que dans les autres systèmes, à cause de la taille plus importante des écrans.
De nombreux films en relief ont été édités sous forme de DVD pour être regardés sur un téléviseur 3D. Malheureusement, le plus souvent, ils ont ainsi été réédités sans traitement approprié pour faire apparaître les images en arrière de l'écran: donc, dans un film réalisé dans de bonnes condition pour le cinéma, les personnages sont vus comme ridiculement petits sur l'écran de télévision.

## Contenus

### Films en relief
On trouve une liste très complète des films tournés en relief sur le site http://www.3dmovielist.com/list.html
- Bwana Devil (ou Bwana le diable) (1952) de Arch Oboler. Premier film 3D en couleur.
- L'Homme au masque de cire (1953) de André de Toth.
- Le Météore de la nuit (1953 de Jack Arnold)
- Creature from the black lagoon (1954 de Jack Arnold,)
- Le crime était presque parfait (1954 d'Alfred Hitchcock)
- The Bubble (1966 de Arch Oboler)
- Chair pour Frankenstein (1973 de Paul Morrissey et Antonio Margheriti, avec lunettes polarisantes)
- Du sang pour Dracula (1974 de Paul Morrissey)
- Meurtres en 3 dimensions (1982, troisième opus de la saga Vendredi 13)
- Les Dents de la mer 3 (1983)
- Amityville 3D : Le Démon (1983)
- Le Trésor des quatre couronnes (1983 de Ferdinando Baldi)
- Emmanuelle IV (1984)
- La Fin de Freddy : L'Ultime Cauchemar (1991)
- Guillaumet, les ailes du courage (1995 de Jean-Jacques Annaud)
- Spy Kids 3 : Mission 3D (2003)
- Les Aventures de Shark Boy et Lava Girl (2005)
- Nuit des morts vivants 3D (2006)
- Voyage au centre de la Terre (2008)
- Là-haut (2009)
- Avatar (2009), de James Cameron
- Dragons (2010)
- Saw 3D : Chapitre Final (2010)
- Shrek 4 Il était une fin (2010)
- Resident Evil: Afterlife (2010)
- Le Royaume de Ga'hoole (2010)
- Piranha 3D (2010)
- "Les contes de la nuit" (2011)
- The Green Hornet (2011)
- Fright Night (2011)
- Tron : L'Héritage (2011)
- Harry Potter et les Reliques de la Mort (2011)
- Rio (2011)
- Green Lantern (2011)
- Transformers 3 (2011)
- Pirates des Caraïbes : La Fontaine de jouvence (2011)
- Shark 3D (2011)
- Les Aventures de Tintin : Le Secret de La Licorne (2011)
- Hugo Cabret (2011)
- Titeuf, le film (2011)
- Thor (2011)
- Captain America: First Avenger (2011)
- Le Chat potté (2011)
- Le Chat du rabbin (2011) de Joann Sfar et Antoine Delesvaux.
- Happy Feet 2 (2011)
- Cars 2 (2011)
- Destination finale 5 (2011)
- Les Immortels (2011)
- Derrière les murs (2011)
- Tourist Trophy: la course de l'extrême (2011) (documentaire)
- Underworld : Nouvelle Ère (2012)
- L'Âge de glace 4 (2012)
- Resident Evil : Retribution (2012)
- Titanic (2012)
- La Colère des Titans (2012)
- Star Wars, épisode I : La Menace fantôme (2012)
- Avengers (2012)
- Men in Black 3 (2012)
- Prometheus (2012)
- Astérix et Obélix : Au service de Sa Majesté
- John Carter (2012)
- Voyage au centre de la Terre 2 : l'Île mystérieuse (2012)
- Madagascar 3 (2012)
- Rebelle (2012)
- "Kirikou et les hommes et les femmes" (2012)
- Le Hobbit (2012)
- Les Pee-Wee 3D : L'hiver qui a changé ma vie (2012) (le premier film québécois sorti en 3D)
- Iron Man 3 (2013)
- Le Monde de Nemo  (2013)
- Jurassic Park (2013)
- Man of Steel (2013)
- World War Z (2013)
- Pacific Rim (2013)
- Wolverine : Le Combat de l'immortel (2013)
- Gravity (2013)
- Thor : Le Monde des ténèbres (2013)
- La Reine des neiges (2013)
- Le Hobbit : La Désolation de Smaug (2013)
- 300 : La Naissance d'un empire (2014)
- La Grande Aventure Lego (2014)
- Captain America : Le Soldat de l'hiver (2014)
- Godzilla (2014)
- X-Men: Days of Future Past (2014)
- Edge of Tomorrow (2014)
- Dragons 2 (2014)
- Transformers : L'Âge de l'extinction (2014)
- Hercule (2014)
- Les Gardiens de la Galaxie (2014)
- Le Hobbit : La Bataille des Cinq Armées (2014)
- Divergente 2 : L'Insurrection (2015)
- Avengers : L'Ère d'Ultron (2015)
- Mad Max: Fury Road (2015)
- À la poursuite de demain (2015)
- San Andreas (2015)
- Jurassic World (2015)
- Vice Versa (2015)
- Terminator Genisys (2015)
- Les Minions (2015)
- Ant-Man (2015)
- Le Monde de Dory (2016)
- Suicide Squad (2016)

### Spectacles ou documentaires en relief
- Captain Eo (1986)
- PandaDroom (2002)
- Les Fantômes du Titanic (2003) de James Cameron
- U2 3D (2008)
- Une nuit au cirque (2010) de Olivier Kauffer et Fabien Remblier
- La Grotte des rêves perdus (2010) de Werner Herzog
- Mozart, l'opéra rock 3D (2011)
- Pina (film) (2011) de Wim Wenders
- Symphony In 3D (2011) de Fabien Remblier
- Metallica Through the Never In 3D (2013)

### Courts métrages en relief
- Puzzle de Sebastien Loghman produit et projeté en mai 2010 avec l'aide de La Géode et Binocle pour les 25 ans de La Géode.
- Jour à jour, J1 de Jean-Claude Flaccomio produit par Wego Productions est projeté au Gaumont en 2011 ainsi qu'à Cannes et en festivals internationaux. J1 est le premier opus d'une série de sept épisodes en 3D relief stéréoscopique et 2D pour laisser le choix aux spectateurs d'apprécier le film dans ses deux supports de diffusion, une première en France.
- La Revole de Dominique Benicheti (film de 20 minutes en relief tourné en stéréovision en 1997, qui existe en format 70 mm). D. Benicheti (1943-2011) était un réalisateur et technicien exceptionnel spécialiste des formats spéciaux. Il a tourné cette comédie musicale La Revole (avec Bernard Pivot, Paul Bocuse et Christian Marin entre autres) pour le musée Duboeuf, le Hameau du Vin en Beaujolais (incluant la salle de cinéma en relief). Revole signifie la fête de fin des vendanges en beaujolais. Benicheti avait aussi réalisé Le Prix de la liberté en 1994, un film de 20 minutes tourné en 360 degrés et 35 mm projeté sur 9 écrans dans la salle circulaire du musée du Débarquement d'Arromanches et qui eut 4 millions de spectateurs. Il est plus connu pour son long métrage documentaire Le Cousin Jules (1973) tourné en techniscope et son stéréo.
- Dans Tes Pas de Fabien Remblier (7'48) avec Naïme Haïne et Eduardo Pisani produit par FeFe Productions en 2018. Sélectionné dans les festivals Courant3D, Infinity Film Festival, Stereoscopy Display And Application.
- Jeanne de Fabien Remblier (28 min 33 s) avec Naïme Haïne, Myriam Boyer, Damien Jouillerot, François Rocquelin